# Valentin Eichler
Valentin Eichler (* 1980 in Dettelbach) ist ein deutscher Bratschist.

## Leben
Valentin Eichler wurde im Jahr 1980 in der unterfränkischen Stadt Dettelbach geboren, die Teil des Landkreises Kitzingen ist. Der Vater war als leitender Beamter der Stadt tätig, die Mutter arbeitete in der Erwachsenenbildung. Eichler besuchte zeitweise die Deutsche Schule in London und erhielt Unterricht am Junior Department des Royal College of Music. Den größten Teil seiner Schulzeit verbrachte er am Dientzenhofer-Gymnasium in Bamberg, wo er auch Abitur machte. Er studierte die Bratsche an der Hochschule für Musik und Darstellende Kunst Frankfurt am Main bei Tabea Zimmermann und begleitete diese an die Hochschule für Musik „Hanns Eisler“ nach Berlin. Anschließend war er Student bei Veronika Hagen am Mozarteum in Salzburg. 
Eichler absolvierte bereits während seines Studiums mehrere Soloauftritte bei renommierten Festivals. Im Jahr 2000 nahm er zusammen mit Boris Pergamenschikow und Gidon Kremer an der Kronberg Chamber Music Academy teil. Nach Ende seines Studiums wurde Eichler Stimmführer bei der Camerata Salzburg, war regelmäßig Gast beim Symphonieorchester des Bayerischen Rundfunks, den Berliner Philharmonikern, dem Münchener Kammerorchester, dem Mahler Chamber Orchestra und dem Chamber Orchestra of Europe. Zwischen 2004 und 2006 war Eichler Teil des Signum Quartetts und gestaltete mit dem Ensemble über 70 Konzerte. Quartettstudien beim Alban Berg Quartett und beim Artemis-Quartett prägten nachhaltig seine künstlerische Entwicklung. Seit 2010 spielt er im Auros Trio in der Besetzung mit Flöte und Harfe. Seit 2012 ist Eichler Mitglied der Bratschengruppe der Münchner Philharmoniker.

## Auszeichnungen
- 2002: Internationaler Violawettbewerb in Slowenien
- 2004: Raiffeisen-Klassik-Preis in Salzburg
- 2009: 1. Platz bei der Lionel Tertis International Viola Competition